# كاتي تشابمان

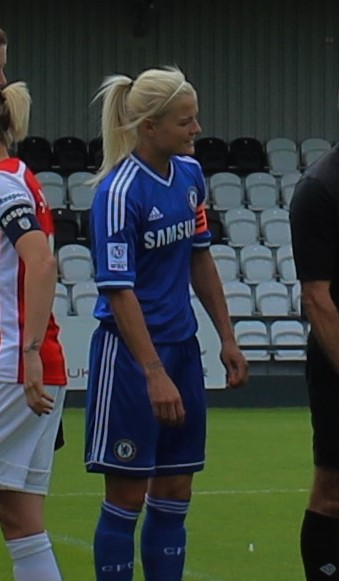
تشابمان قائدةً لتشيلسي عام 2014.

كاتي تشابمان (بالإنجليزية: Katie Chapman) (المولودة 15 يونيو 1982) لاعبة كرة قدم إنجليزية تلعب حاليًا مع نادي تشيلسي الإنجليزي والمنتخب الإنجليزي كلاعبة وسط.

## المسيرة الدولية
استدعيت تشابمان لمنتخب إنجلترا تحت 18 وهي بعمر 16 عامًا وكانت قائدة الفريق آنذاك. لعبت تشابمان أول مباراة لها مع الفريق الأول وهي بعمر 17 عشر عامًا وذلك خلال تصفيات بطولة أمم أوروبا للسيدات 2001 بعد دخولها بديلةً لسامانثا بريتون في مباراة ضد سويسرا انتهت بفوز إنجلترا بنتيجة 1–0 يوم السادس من مايو 2000.

## روابط خارجية
- كاتي تشابمان على موقع الاتحاد الدولي (مؤرشف)  (الإنجليزية)
- كاتي تشابمان على موقع الاتحاد الأوربي (الإنجليزية)
- كاتي تشابمان على موقع قاعدة بيانات كرة القدم.إي يو (الإنجليزية)
- كاتي تشابمان على موقع Soccerway.com (الإنجليزية)
- كاتي تشابمان على موقع عالم كرة القدم.نت (الإنجليزية)